# Ґунвор Ґалтунґ Гаавік
Ґунвор Ґалтунґ Гаавік (норв. Gunvor Galtung Haavik; 7 жовтня 1912 — 5 серпня 1977) — норвезька співробітниця Міністерства закордонних справ Норвегії та шпигунка КДБ.
Ґунвор Ґалтунґ Гаавік народилася в Осло, вивчала медицину в Університеті Осло з 1932 по 1933 роки, але покинула навчання і замість цього стала медсестрою. Вона працювала в шпиталях Норвегії, у роки війни перебувала у шпиталі в Буде, де навчилася російської мови і закохалася в російського військовополоненого Володимира Козлова. Тому в 1946 році міністерство закордонних справ найняло її перекладачкою.
У 1947 році вона була призначена в посольство Норвегії в Москві та незабаром була завербована КДБ. Вона підтримувала інтимні стосунки з Козловим протягом двох років і взялася шпигувати на користь Радянського Союзу після того, як КДБ погрожував вислати його до Сибіру. У 1955 році вона повернулася до Осло, але продовжила свою шпигунську діяльність через радянського куратора.
Її заарештувала норвезька поліція безпеки на трамвайній зупинці Bråten 27 січня 1977 року після того, як про неї розповів Олег Гордієвський. Її звинуватили в шпигунстві на користь Радянського Союзу та державній зраді. Вона нібито зізналася у злочинах та померла за загадкових обставин у в'язниці до того, як справа могла дійти до суду.
3 жовтня 2008 року в норвезьких кінотеатрах відбулася прем'єра фільму Iskyss. Це адаптація однойменної біографії журналіста-розслідувача та автора Альфа Р. Якобсена, а режисер Кнут Ерік Єнсен.